# Mylossoma
Mylossoma là một chi cá thuộc họ Serrasalmidae từ Nam Mỹ nhiệt đới và cận nhiệt đới, bao gồm các lưu vực của Amazon, Orinoco, Hồ Maracaibo và Paraguay-Paraná. Những loài cá phổ biến này được tìm thấy cả ở các khúc sông chính và vùng ngập lũ. Chúng hỗ trợ nghề đánh bắt cá quan trọng và dựa trên đánh giá của IBAMA, chúng là loài cá được đánh bắt nhiều thứ bảy về trọng lượng ở vùng Amazon của Brazil. Chúng chủ yếu ăn nguyên liệu thực vật như hạt và trái cây (ở mức độ thấp hơn là động vật không xương sống), và về mặt sinh thái học, chúng thường giống với loài cá tambaqui lớn hơn (Colossoma macropomum). Mylossoma có chiều dài lên tới 28,5 cm và trọng lượng 1 kg.

## Các loài
Hiện có 5 loài được công nhận trong chi này:
- Mylossoma acanthogaster (Valenciennes, 1850)
- Mylossoma albiscopum (Cope, 1872)
- Mylossoma aureum (Spix & Agassiz, 1829)
- Mylossoma duriventre (G. Cuvier, 1818)
- Mylossoma unimaculatum (Steindachner, 1908)